# Robert Lorenz
Robert Lorenz ist ein US-amerikanischer Produzent und Regisseur, der seit 1995 mit Clint Eastwood zusammenarbeitet.

## Leben
Lorenz war zunächst seit 1991 als Regieassistent tätig, bei Die Brücken am Fluß aus dem Jahr 1995 arbeitete er erstmals mit Clint Eastwood zusammen. Diese Kooperation setzt sich bis zuletzt 2014 fort. Außerdem ist er seit 2002 als Produzent an den Filmen Eastwoods beteiligt.
2004 und 2007 war Lorenz jeweils für den Oscar in der Kategorie Bester Film nominiert. Drei Mal wurde er mit dem AFI Film Award ausgezeichnet. 1997 sowie 2005 erhielt er den Directors Guild of America Award.
Im Jahr 2012 gab Lorenz mit dem Film Back in the Game sein Regiedebüt. Die männliche Hauptrolle übernahm Clint Eastwood. 2021 folgte mit The Marksman – Der Scharfschütze seine zweite Regiearbeit, für den er auch erstmals als Drehbuchautor in Erscheinung trat. Liam Neeson übernahm die männliche Hauptrolle. Im 2023 am Internationalen Filmfestival Venedig uraufgeführten Film In the Land of Saints and Sinners wiederholte sich diese Konstellation.
Lorenz ist mit Melissa Cummins Lorenz verheiratet, die er bei der Zusammenarbeit am Film Die Brücken am Fluß kennenlernte. Er hat mit ihr zwei Kinder und lebt im Großraum Los Angeles.

## Filmografie (Auswahl)

### Produzent
- 2002: Blood Work
- 2003: Mystic River
- 2004: Million Dollar Baby
- 2006: Flags of Our Fathers
- 2006: Letters from Iwo Jima
- 2007: Aufbruch in ein neues Leben (Rails & Ties)
- 2008: Der fremde Sohn (Changeling)
- 2008: Gran Torino
- 2009: Invictus – Unbezwungen (Invictus)
- 2010: Hereafter – Das Leben danach (Hereafter)
- 2011: J. Edgar
- 2014: Jersey Boys
- 2014: American Sniper
- 2021: The Marksman – Der Scharfschütze (The Marksman)

### Regieassistent
- 1995: Die Brücken am Fluß (The Bridges of Madison County)
- 2002: Blood Work
- 2003: Mystic River
- 2004: Million Dollar Baby

### Regisseur
- 2012: Back in the Game (Trouble with the Curve)
- 2021: The Marksman – Der Scharfschütze (The Marksman)
- 2023: In the Land of Saints and Sinners